# Astragalus recurvus
Astragalus recurvus är en ärtväxtart som beskrevs av Edward Lee Greene. Astragalus recurvus ingår i släktet vedlar, och familjen ärtväxter. Inga underarter finns listade i Catalogue of Life.